# داررون جی
داررون جی (انگلیسی: Darron Gee؛ زادهٔ) بازیکن فوتبال اهل بریتانیا است.
از باشگاه‌هایی که در آن بازی کرده‌است می‌توان به باشگاه فوتبال هاکنال تاون اشاره کرد.